# Денмарк (річка)
Денмарк (англ. Denmark River) — річка на півдні Західної Австралії.
Річка бере початок біля Pardelup і впадає у бухту Вілсон Великої Австралійської затоки. Довжина річки — 60 км, має притоки, у тому числі два невеликих джерела. На річці побудована дамба.
Свою англійську назву річка одержала від Т.Брейдвуда-Вілсона на честь лікаря А.Денмарка. З мови ж місцевих аборигенів назва Курабап переводиться як «Місце чорних валабі».
У зв'язку з розробкою земель басейна річки її солоність різко знизилася.

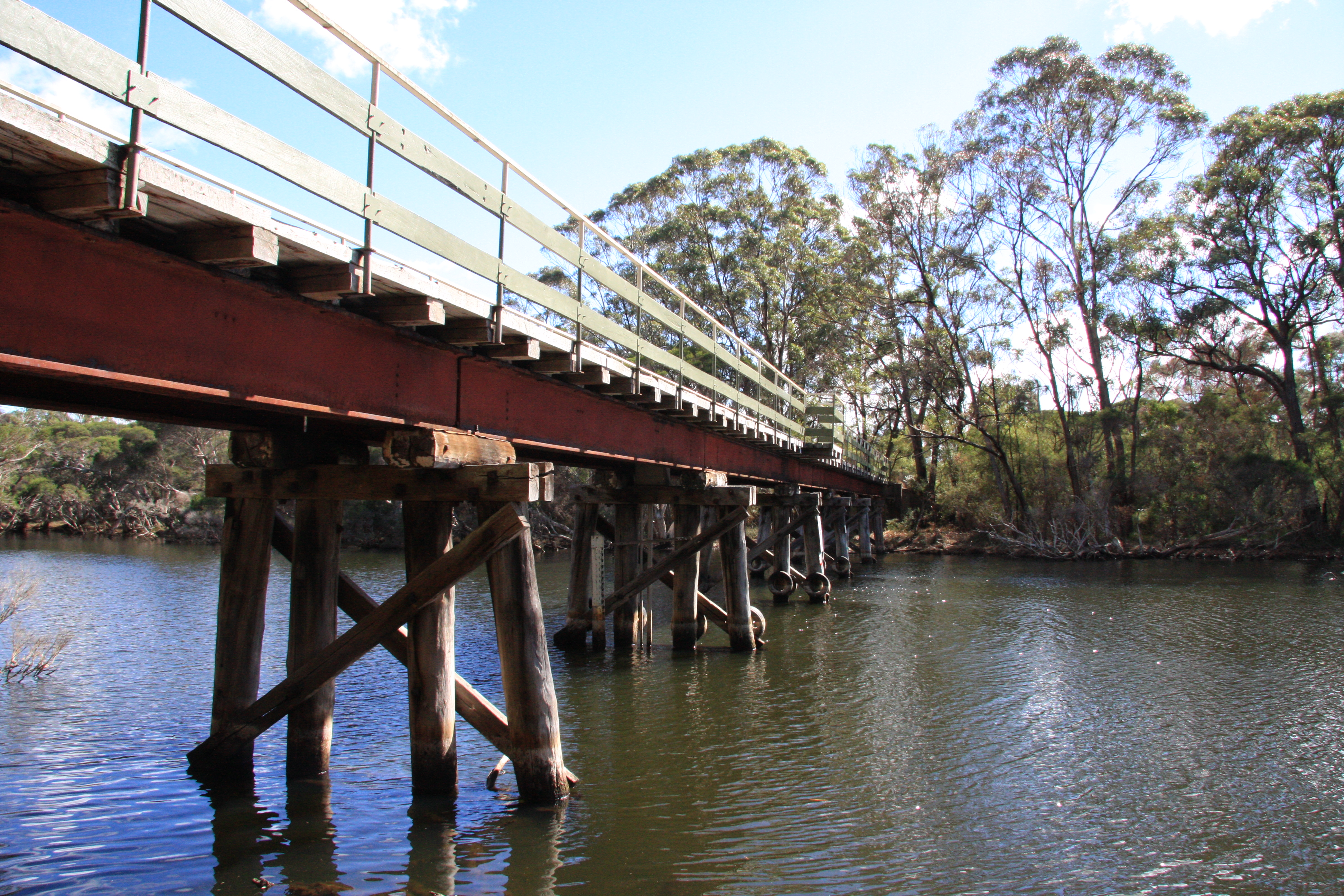
міст через річку
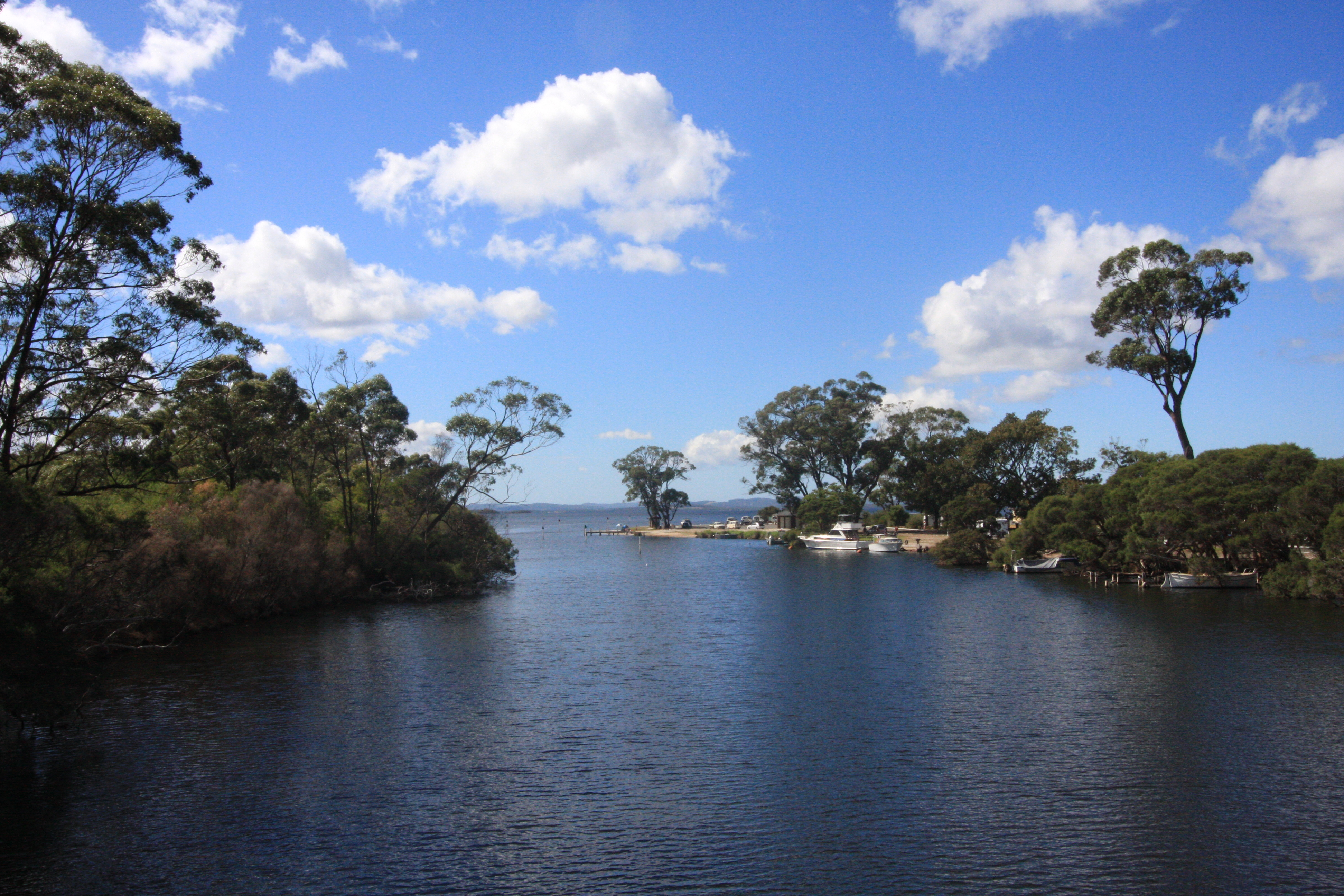
річка Денмарк